# Паситоја
Паситоја (грч. Πασιθόη) је у грчкој митологији била нимфа.

## Митологија
Хесиод у теогонији је наводи као једну од Океанида. Њено име значи „брза, хитра“, те је вероватно била Најада брзотекућих потока или Аура, нимфа брзог поветарца (ветра). Према неким изворима, њено име указује на индоевропски утицај и пре се односи на духовност, него на брзину и у том случају би имало значење „ширење духовног утицаја“.